# Votomita monadelpha
Votomita monadelpha là một loài thực vật có hoa trong họ Mua. Loài này được (Ducke) Morley miêu tả khoa học đầu tiên năm 1963.